# Glagahagung
Glagahagung is een bestuurslaag in het regentschap Banyuwangi van de provincie Oost-Java, Indonesië. Glagahagung telt 7079 inwoners (volkstelling 2010).